# Unici al mondo
Unici al mondo è un album del cantante italiano Michele Zarrillo, pubblicato nel 2011 dall'etichetta Sony Music.

## Il disco
L'album contiene dieci tracce inedite, rappresentando così il ritorno del cantante dopo cinque anni dall'uscita de L'alfabeto degli amanti.
Michele Zarrillo vuole «raccontare i sentimenti e il comune sentire» attraverso i brani dell'album, esprimendo i sentimenti e le emozioni dell'uomo, grazie all'aiuto degli strumenti che comprendono un'orchestra con pianoforte e archi, ma anche chitarre e tamburi africani, avvalendosi poi di suoni digitali, che aiutano a enfatizzare il contenuto di ciascun brano.. Il disco esordirà nella classifica ufficiale FIMI al 19º posto.
L'album è stato prodotto con l'ausilio di Giampiero Artegiani che già in passato aveva collaborato con Zarrillo in singoli portati al Festival di Sanremo, tra cui Come un giorno di sole (1988) e L'ultimo film insieme (2008).

## Tracce
1. Unici al mondo – 3:53
2. La prima cosa che farò – 3:45
3. In questo tempo – 4:03
4. Dolce incanto – 3:59
5. Il mio amico timido – 5:06
6. Quei due – 4:25
7. La piccola mela – 3:27
8. Malinconica solitudine – 4:27
9. Nati in Africa – 4:01
10. Scegli la preghiera – 3:40

## Musicisti
- Michele Zarrillo – voce
- Roberto Guarino – chitarra acustica
- Paolo Costa – basso
- Lele Melotti – batteria